# Trine Christensen
Trine Christensen (26. oktober 1971, København) er generalsekretær for Amnesty International Danmark.
Hun er uddannet cand.merc.int. fra Handelshøjskolen i København, 1998.
Fra 1999 til 2010 var hun researcher hos Amnesty International i USA. 
I 2010 kom hun til den danske afdeling, først som policychef og derefter i 2013 som vicegeneralsekretær.
I 2016 afløste hun Lars Normann Jørgensen som generalsekretær for den danske afdeling.